# Vasco Live Kom '015
Il Vasco Live Kom '015 è stata una tournée del cantautore Vasco Rossi. Ha avuto inizio il 7 giugno 2015 a Bari ed è terminato il 13 luglio a Padova. Inoltre lo stesso Vasco ha rivelato che in occasione della riapertura agli spettacoli musicali dello Stadio San Paolo di Napoli, verrà registrato proprio in questa location Tutto in una notte - Live Kom 015 nell'unica serata del 3 luglio 2015.

## Date
Il tour tocca le città di Bari, Firenze, Milano, Bologna, Torino, Napoli, Messina e Padova.
| Data           | Città   | Stato  | Luogo                  | Spettatori      |
| -------------- | ------- | ------ | ---------------------- | --------------- |
| 7 giugno 2015  | Bari    | Italia | Stadio San Nicola      | 44.141          |
| 8 giugno 2015  | Bari    | Italia | Stadio San Nicola      | non disponibile |
| 12 giugno 2015 | Firenze | Italia | Stadio Artemio Franchi | 39.564          |
| 13 giugno 2015 | Firenze | Italia | Stadio Artemio Franchi | 27.610          |
| 17 giugno 2015 | Milano  | Italia | Stadio San Siro        | 55.850          |
| 18 giugno 2015 | Milano  | Italia | Stadio San Siro        | 57.056          |
| 22 giugno 2015 | Bologna | Italia | Stadio Renato Dall'Ara | 42.000          |
| 23 giugno 2015 | Bologna | Italia | Stadio Renato Dall'Ara | 35.000          |
| 27 giugno 2015 | Torino  | Italia | Stadio Olimpico        | 36.500          |
| 28 giugno 2015 | Torino  | Italia | Stadio Olimpico        | non disponibile |
| 3 luglio 2015  | Napoli  | Italia | Stadio San Paolo       | 49.399          |
| 8 luglio 2015  | Messina | Italia | Stadio San Filippo     | 37.838          |
| 12 luglio 2015 | Padova  | Italia | Stadio Euganeo         | 41.798          |
| 13 luglio 2015 | Padova  | Italia | Stadio Euganeo         | 34.430          |
| TOTALE         |         |        |                        |                 |

## Scaletta
In scaletta, oltre ai nuovi brani del disco Sono innocente, trovano posto alcuni importanti ripescaggi del passato come Deviazioni, Credi davvero e Gli angeli.
1. Intro (Zoya suite)
2. Sono innocente ma...
3. Duro incontro
4. Deviazioni
5. L'uomo più semplice
6. Dannate nuvole
7. Quanti anni hai
8. Siamo soli
9. Credi davvero
10. Guai
11. Il blues della chitarra sola
12. Manifesto futurista della nuova umanità
13. Interludio Live Kom '015
14. Rockstar
15. Medley acustico: Nessun pericolo...per te, E..., L'una per te, La noia, Dormi dormi, Dillo alla luna
16. Quante volte
17. ...Stupendo
18. C'è chi dice no
19. Sballi ravvicinati del terzo tipo
20. Rewind
21. Vivere
22. Come vorrei
23. Gli angeli
24. Medley rock: Delusa, T'immagini, Mi piaci perché, Gioca con me
25. Sally
26. Siamo solo noi
27. Vita spericolata
28. Canzone
29. Albachiara

### Canzoni suonate
| Non siamo mica gli americani! (1979) | Albachiara - Sballi ravvicinati del 3º tipo |
| Siamo solo noi (1981)                | Siamo solo noi |
| Vado al massimo (1982)               | Canzone - Credi davvero - La noia* |
| Bollicine (1983)                     | Deviazioni - Mi piaci perché* - Vita spericolata |
| Cosa succede in città (1985)         | Dormi dormi* - T'immagini* |
| C'è chi dice no (1987)               | C'è chi dice no |
| Liberi liberi (1989)                 | Dillo alla luna* |
| Gli spari sopra (1993)               | ...Stupendo - Delusa* - Vivere |
| Nessun pericolo... per te (1996)     | Gli angeli - Nessun pericolo... per te* - Sally |
| Canzoni per me (1998)                | L'una per te* - Rewind |
| Stupido hotel (2001)                 | Siamo soli |
| Buoni o cattivi (2004)               | E...* |
| Il mondo che vorrei (2008)           | Gioca con me* |
| Vivere o niente (2011)               | Manifesto futurista della nuova umanità |
| Sono innocente (2014)                | Come Vorrei - Dannate nuvole - Duro Incontro - Guai - Il blues della chitarra sola - L'uomo più semplice - Quante volte - Rockstar - Sono innocente ma... |

* Nei medley

## Formazione
La band che accompagna Vasco in questo tour è composta da:
- Will Hunt - batteria
- Stef Burns - chitarra
- Vince Pastano - chitarra
- Claudio Golinelli - basso, contrabbasso elettrico
- Andrea Innesto - sassofono, cori
- Frank Nemola - tromba, tastiera, cori
- Alberto Rocchetti - tastiera, cori
- Clara Moroni - cori